# I cadetti di Vienna
I cadetti di Vienna (Liebeskommando) è un film del 1931 diretto da Géza von Bolváry.

## Produzione
Il film fu prodotto dalla Super-Film GmbH (Berlin).

## Distribuzione
Distribuito dalla Super-Film GmbH, uscì nelle sale cinematografiche tedesche il 10 novembre 1931 con il visto di censura del 4 novembre. Il film venne distribuito anche in Finlandia (17 aprile 1932) e, il 30 maggio 1932, in Portogallo, dove gli diedero il titolo O Tenente do Amor. In Danimarca, venne tradotto come Lille Frøken Løjtnant, in Italia I cadetti di Vienna.
La Tobis Forenfilms distribuì il film negli Stati Uniti il 26 aprile 1932.